# Fundong
Fundong ist eine Stadt in Kamerun in der Region Nord-Ouest. Sie ist Hauptstadt des Départements Boyo. 

## Geografie
Fundong liegt im Nordwesten Kameruns, etwa 80 Kilometer von der nigerianischen Grenze entfernt.

## Verkehr
Fundong liegt am Ende der Provenzialstraße P24.